# Орлов, Наум Юрьевич
Нау́м Ю́рьевич Орло́в (20 февраля 1924, Чернигов — 1 августа 2003, Челябинск) — советский и российский театральный режиссёр, педагог. Народный артист РСФСР (1985). Заслуженный деятель искусств РСФСР (1978). Заслуженный деятель искусств Татарской АССР. Почётный гражданин Челябинска. Лауреат премии Правительства Российской Федерации имени Фёдора Волкова (2001).

## Биография
Родился в семье уроженца Прилук Юрия Яковлевича Орлова (1897—1968). Окончил Киевский институт театрального искусства им. Карпенко-Карого по специальностям «режиссёр» и «театровед» (1949, курс В. А. Нелли, педагоги К. П. Хохлов, Н. А. Соколов).
В 1952-1957 гг. — режиссёр Одесского ТЮЗа имени Н. А. Островского. В 1957-1964 гг. — главный режиссёр Одесского украинского театра имени Октябрьской революции; параллельно, в 1962—1965 гг. — художественный руководитель Студии киноактёра при Одесской киностудии. Преподавал в Одесском культурно-просветительном училище.
В 1965-1973 гг. — главный режиссёр Казанского русского драмтеатра.
В 1973-2003 гг. — главный режиссёр Челябинского драмтеатра, ныне носящего его имя.
В 1965-1973 гг. преподавал в Казанском театральном училище, в 1973-1998 гг. — профессор ЧГАКИ.
Неоднократно избирался секретарём и членом правления СТД РФ. Член комиссии по Государственной премии РФ в области литературы и искусства при Президенте РФ.
Похоронен на Успенском кладбище Челябинска.

## Некоторые постановки[2]

### Одесский ТЮЗ и украинский театр имени Октябрьской революции
- «Вий» по Н. В. Гоголю
- «Баня» В. В. Маяковского
- «Волынщик из Стракониц» И. К. Тыла
- «Мария Тюдор» В. Гюго
- «Монна Ванна» М. Метерлинка
- «Последние» М. Горького
- «Патетическая соната» М. Кулиша

### Казанский русский театр
- «Зыковы» М. Горького
- «Баня» В. В. Маяковского
- «Бег» М. А. Булгакова
- «Обыкновенная история» по И. А. Гончарову
- «Я, бабушка, Илико и Илларион» по Н. В. Думбадзе
- «Варвары» Горького
- «…забыть Герострата!» Г. И. Горина

### Челябинский драмтеатр
- «Иосиф Швейк против Франца Иосифа» по Я. Гашеку
- «Русские люди» К. Симонова (диплом I степени Министерства культуры СССР, 1975)
- «Тиль» Г. Горина по Ш. де Костеру (1975)
- «Протокол одного заседания» А. И. Гельмана (1976)
- «Егор Булычёв и другие» М. Горького (1977)
- «Баня» В. Маяковского (1977)
- «Деньги для Марии» по В. Г. Распутину (1978)
- «Жестокие игры» А. Н. Арбузова (1979)
- «Отелло» У. Шекспира (1979)
- «Фальшивая монета» М. Горького (1981)
- «Любовь Яровая» К. Тренёва (1982)
- «Волынщик из Стракониц» Й. К. Тыла (1983)
- «Маленькие трагедии» А. С. Пушкина (1984)
- «Барабанщица» А. Д. Салынского (1985)
- «Король Лир» У. Шекспира (1986)
- «Лес» А. Н. Островского (1987)
- «Брестский мир» М. Ф. Шатрова (1987)
- «Самоубийца» Н. Эрдмана (1989)
- «Зойкина квартира» М. Булгакова (1990)
- «Антихрист» по Д. С. Мережковскому (1991)
- «Гарольд и Мод» К. Хиггинса и Ж. К. Каррьера (1991)
- «Анфиса» Л. Андреева (1992)
- «Женитьба Белугина» А. Н. Островского и Н. Я. Соловьёва (1993)
- «Безотцовщина» А. П. Чехова (1996)
- «Дядя Ваня» А. П. Чехова (1998)
- «Чума на оба ваши дома» Г. Горина (1999)
- «Вишнёвый сад» А. П. Чехова (2000)
- «Последние» М. Горького (2002)

## Награды и звания

Мемориальная доска на доме в Челябинске, где Наум Юрьевич прожил с 1978 по 2003 годы

- орден «За заслуги перед Отечеством» IV степени (04.03.1999) — за заслуги в области культуры и искусства, большой вклад в укрепление дружбы и сотрудничества между народами, многолетнюю плодотворную работу[3]
- орден Дружбы народов (15.02.1994) —  за заслуги в области театрального искусства и плодотворную педагогическую деятельность[4]
- орден «Знак Почёта» (24.11.1960) — отмечая выдающиеся заслуги в развитии советской литературы и искусства и в связи с декадой украинской литературы и искусства в гор. Москве[5]
- медали
- Народный артист РСФСР (1985)
- Заслуженный деятель искусств РСФСР (1978)
- Заслуженный деятель искусств Татарской АССР
- Премия Правительства Российской Федерации имени Фёдора Волкова за вклад в развитие театрального искусства Российской Федерации (17 июля 2001 года)[6]
- Почётный гражданин города Челябинска

## Память

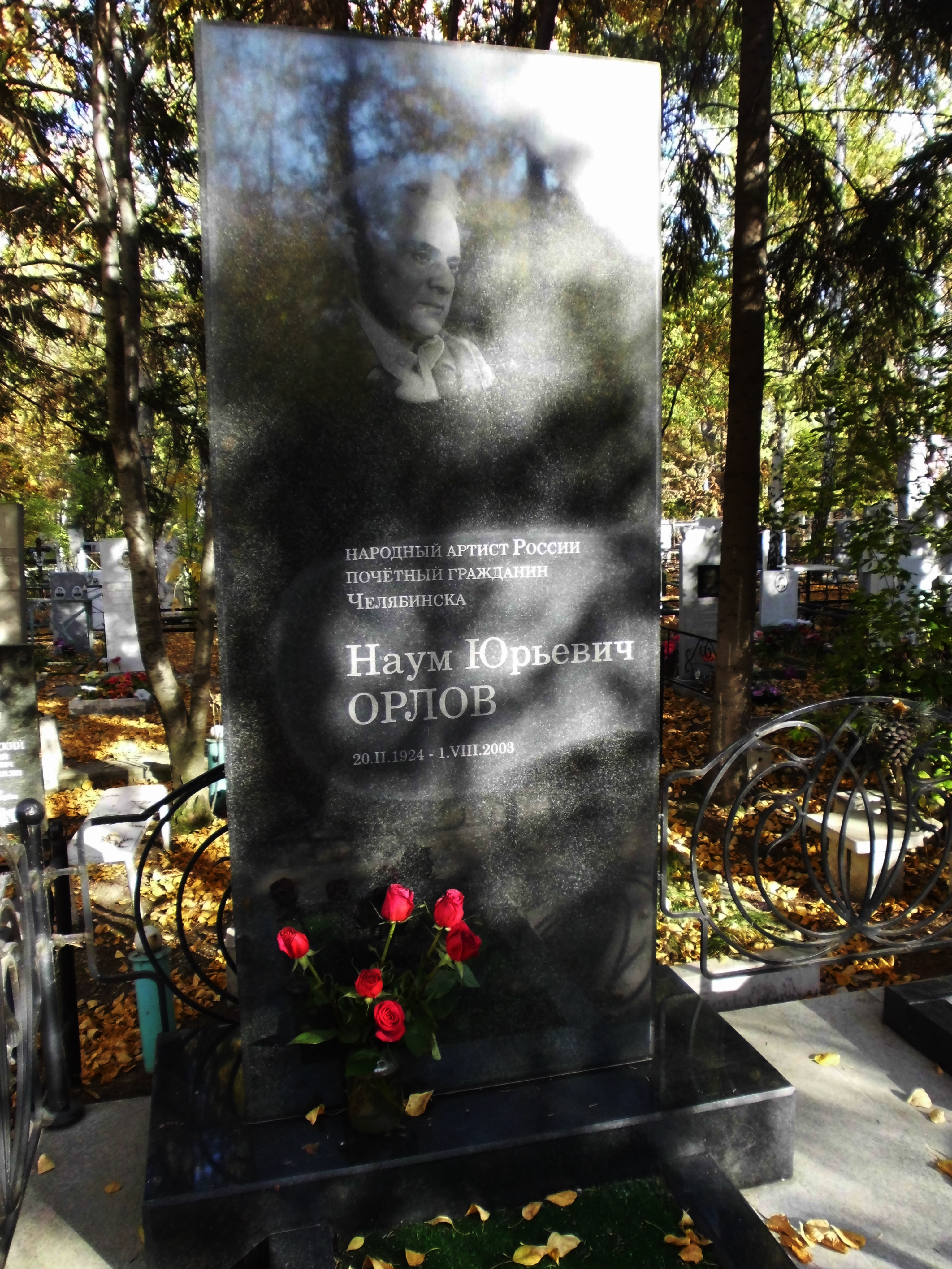
Могила Н. Ю. Орлова

- Челябинский академический театр драмы носит имя Н. Ю. Орлова[7].
- В Челябинске, на фасаде здания, где Наум Юрьевич жил с 1977 по 2003 годы, 20 февраля 2004 года была установлена мемориальная доска (скульптор С. Н. Воробьёв, архитектор В. Н. Фитковский)[8].

## Работы Н. Ю. Орлова
- Работники искусства — сельским труженикам // Село моё Южно-Уральское: Опыт работы культпросветучреждений Челябинской области. М., 1983;
- Самый современный из всех видов искусств… // Челябинский драматический театр имени С. М. Цвиллинга. Ч., 1983;
- Исповедальная интонация // Театр. 1996. [Спец. вып.];
- Профессия: режиссёр: Из уст. рассказов // Уральская новь. 1998. № 2[1].